# 比考里國家公園
比考里國家公園（葡萄牙語：Parque Nacional de Bicuar），是安哥拉的國家公園，位於該國西南部威拉省，處於盧班戈東南面約120公里，成立於1964年，面積7,772平方公里，受熱帶半乾旱氣候影響。